# پونته پیترا

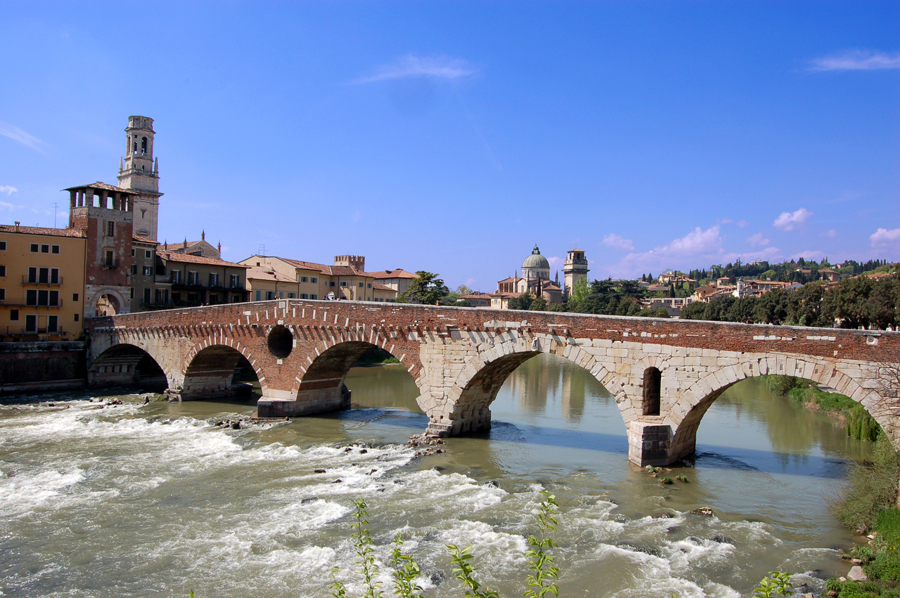
پل پونته پیترا بر روی رود آدیجه - تنها آخرین قوس در انتهای سمت چپ پل از تخریب سال ۱۹۴۵ در امان ماند.

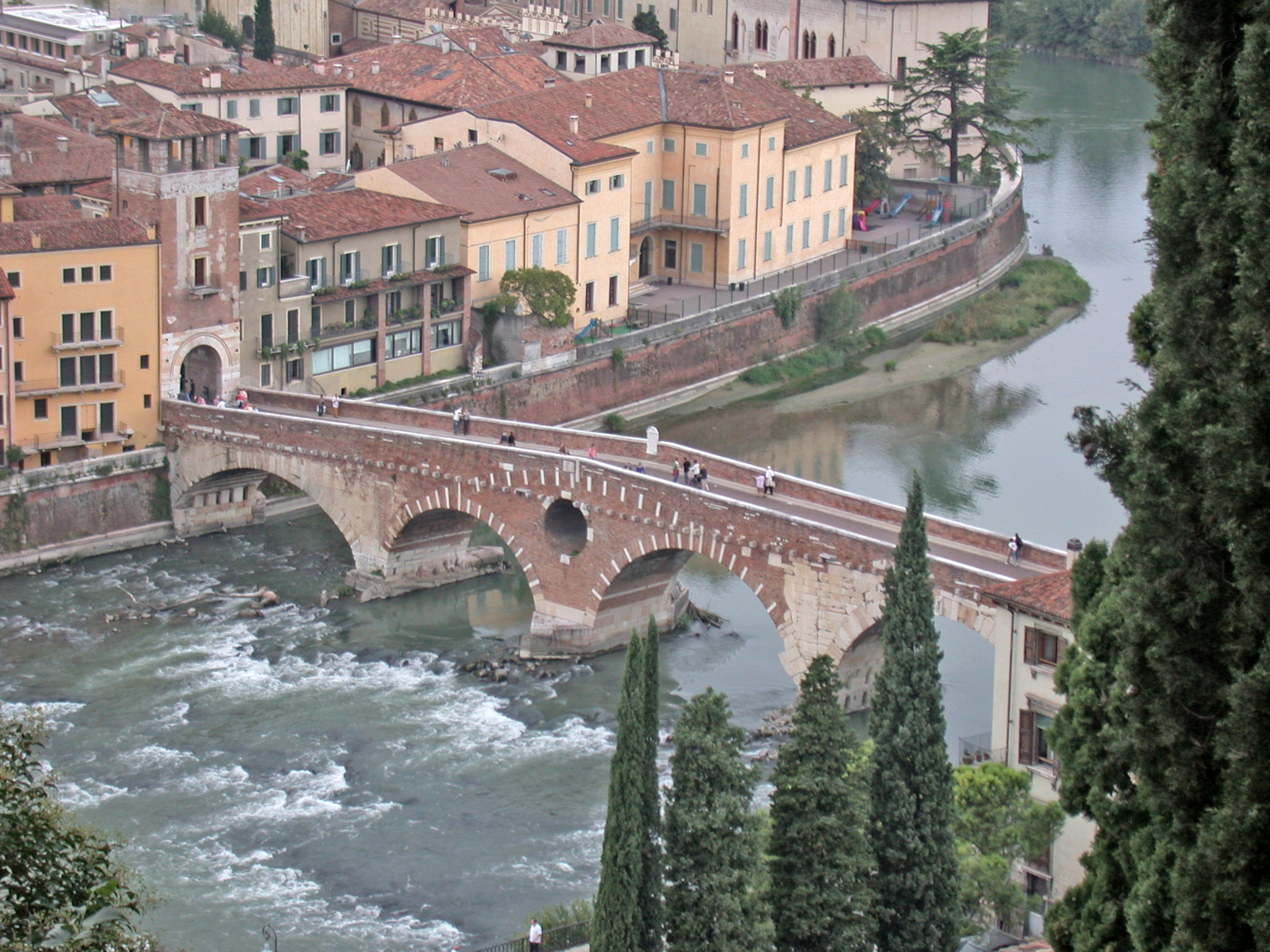
نمایی دیگر از پل

پونته پیترا (به ایتالیایی: Ponte Pietra به‌معنای پل سنگی) که پیشتر Pons Marmoreus نامیده می‌شد نام پلی رومی و قوسی‌شکل بر روی رودخانهٔ آدیجه در ورونای ایتالیاست. تاریخ ساخت این پل به ۱۰۰ سال پیش از میلاد مسیح می‌رسد و جادهٔ رومی ویا پوستومیا که از جنوا تا گذرگاه برنر امتداد داشت از روی این پل می‌گذشت.

## تاریخچه
پونته پیترا در اصل در کنار پل دیگری به نام پونس پوستومیوس (به لاتین: Pons Postumius) ساخته شده بود و هر دو سازه ارتباط بین شهر (در سمت راست رودخانه) با تئاتر رومی در کرانهٔ شرقی را برقرار می‌ساختند. جنس پل از آجر و تراورتن بود و با ۱۲۰ متر طول از ۵ قوس تشکیل شده بود. نزدیکترین قوس به ساحل سمت راستی رود آدیجه در سال ۱۲۹۸ توسط آلبرتوی یکم دلا اسکالا مورد بازسازی قرار گرفت. در زمان جنگ جهانی دوم و به‌هنگام عقب‌نشینی آلمانها در آوریل ۱۹۴۵، آنها چهار قوس از پل پونته پیترا را منفجر کردند. بااین‌حال بخش‌های آسیب‌دیده در سال ۱۹۵۷ با استفاده از مصالح اصلی بازسازی گردید.